# Mercy Ima Macjoe
Mercy Ima Macjoe, (nacida el 20 de junio de 1993) Acreditada profesionalmente como Mercy Macjoe es una actriz, productora de cine y empresaria nigeriana.

## Biografía
Macjoe nació en Lagos, suroeste de Nigeria, y es la sexta hija de su familia. Fue criada solo por su madre tras el prematuro fallecimiento de su padre,  un soldado de Eket en el estado de Akwa Ibom. Asistió a la Universidad Abierta de Nigeria, donde estudió Comunicación de Masas.

## Carrera

### Como actriz
Comenzó su carrera en 2011, con un papel en la película Lonely Princess junto a la veterana actriz Mercy Johnson. Desde entonces ha participado en películas como Midnight Crew, Zenith of Love, Shame, Bread of Life, Girl Next Door y Flaws. Al principio de su carrera, actuó en un número considerable de producciones cinematográficas de Ghana. En 2018, su actuación como una marimacho en la película Jenna recibió críticas entusiastas y la atención de fanáticos y críticos por igual. En 2020, se inscribió en la Academia de Cine de Nueva York.

### Como productora
En 2018, comenzó a producir sus propios largometrajes con la producción de Red, que se estrenó en Ibaka TV, con Nonso Diobi, Ifeanyi Kalu y Macjoe como protagonistas. En 2019 produjo tres largometrajes, 30 and Single, Love in a Puff y Passion's Promise.

## Premios y nominaciones
| Año  | Evento                                                  | Premio                                        | Nominado         | Resultado |
| ---- | ------------------------------------------------------- | --------------------------------------------- | ---------------- | --------- |
| 2016 | Premios Scream                                          | Revelación cinematográfica del año (femenina) | Mercy Macjoe     | Ganador   |
| 2017 | Premios de Cine City People                             | Mejor Actriz Revelación                       | Mercy Macjoe     | Nominada  |
| 2018 | Premios de Cine City People                             | Mejor Actriz de Reparto                       | Mercy Macjoe     | Nominada  |
| 2018 | Premio CA, Londres                                      | Mejor actor (femenino)                        | Mercy Macjoe     | Ganador   |
| 2019 | Premio Humanitario                                      | Empresario famoso del año                     | Mercy Macjoe     | Ganador   |
| 2019 | Premio Humanitario Africano GMYT                        | Celebridad más elegante del año               | Mercy Macjoe     | Ganador   |
| 2019 | Premios prestigiosos de Hollywood y África, Los Ángeles | Mejor película independiente (africana)       | Amor en un soplo | Ganador   |